# 美國地質調查局
美國地質調查局（英語：United States Geological Survey，縮寫：USGS），或译为美国地质勘探局，是美國內政部轄下的科學機構，是內政部唯一純粹的科學部門，有約一萬名人員，總部設在弗吉尼亚州里斯頓，在科羅拉多州丹佛和加利福尼亚州门洛帕克設有辦事處。
美國地質調查局的科學家主要研究美國的地形、自然資源和自然災害與應付方法；負責生物學、地理學、地質學和水文學四大科學範疇。

## 歷史
美國地質調查局是因為美國國家科學院的報告，於1879年3月3日的國會法案。它的任務是把公眾土地分類和考察地質結構、礦藏、和美國國家特產。這任務是有關編寫路易斯安那購地所得的土地目錄。
跨文斯·金是美國地質調查局第一任局長，他之後把局長職位交給約翰·鮑威爾。
美國地質調查局局長名單：
- 1879年–1881年 跨文斯·金（英语：Clarence King）
- 1881年–1894年 約翰·威斯利·鮑威爾
- 1894年–1907年 查尔斯·都利特·沃尔科特
- 1907年–1930年 喬治·奧的斯（英语：George Otis Smith）
- 1930年–1943年 衛塔·曼丹荷（英语：Walter Curran Mendenhall）
- 1943年–1956年 威廉·禾特（英语：William Embry Wrather）
- 1956年–1965年 湯瑪士·諾蘭（英语：Thomas Brennan Nolan）
- 1965年–1971年 威廉·湯瑪士·帕克拉（英语：William Thomas Pecora）
- 1971年–1978年 文森·埃利斯·麥基衛（英语：Vincent Ellis McKelvey）
- 1978年–1981年 亨利·威廉·文納德（英语：Henry William Menard）
- 1981年–1993年 達拉斯·帕克（英语：Dallas Lynn Peck）
- 1994年–1997年 戈登·伊頓（英语：Gordon P. Eaton）
- 1998年–2005年 查理·覺特（英语：Charles G. Groat）
- 2006年–2009年 馬克·邁亞斯（英语：Mark Myers）
- 2006年–2009年 玛西娅·麦克纳特
- 2014年–2017年 蘇珊特·坎佰爾（英语：Suzette Kimball）
- 2018年–2021年 詹姆斯·賴利（英语：James F. Reilly）

## 使命

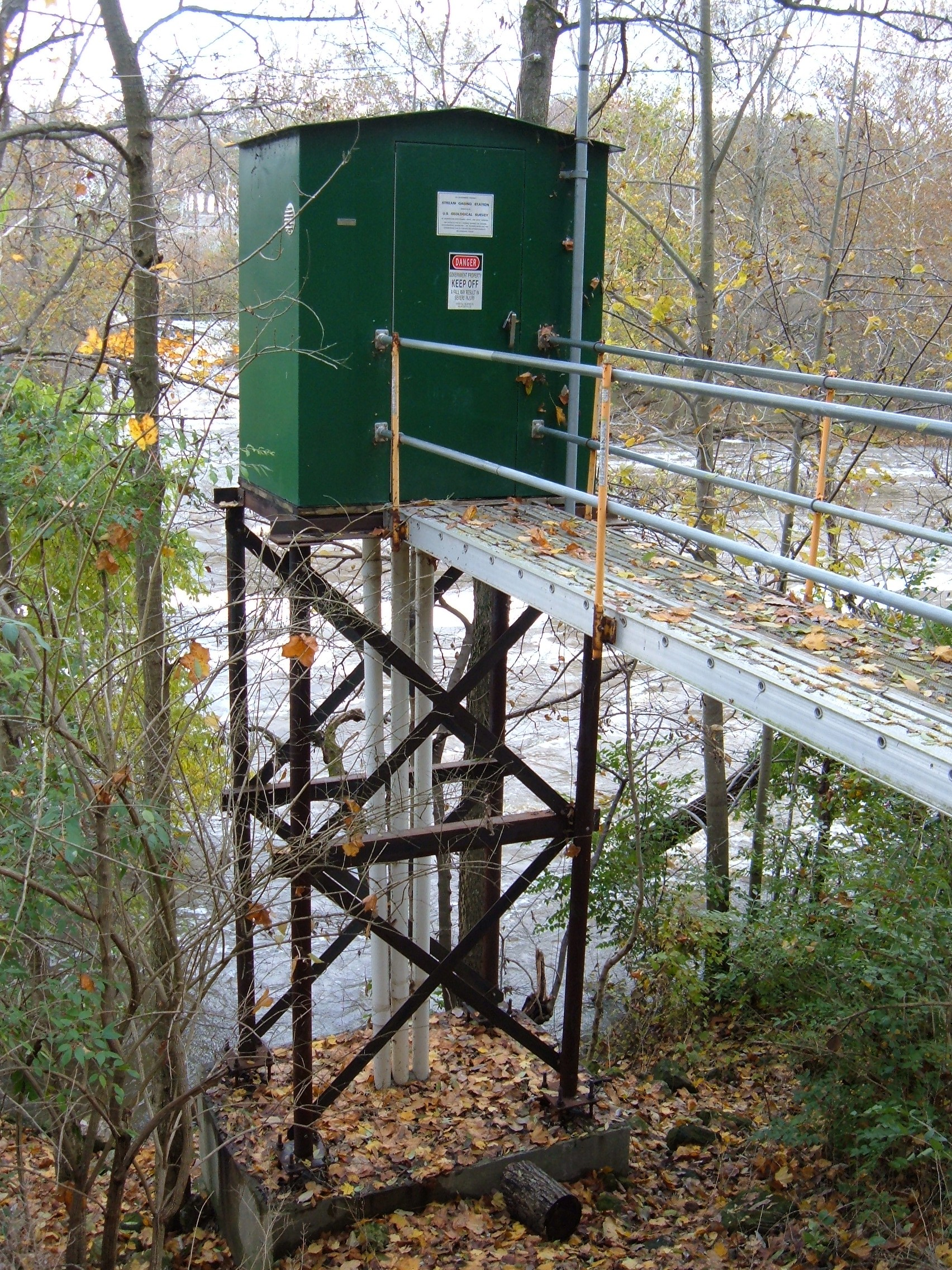
在史斯奧圖河的美國地質調查局水站 03221000

美國地質調查局是美國的主要公共地圖製作機構，現計畫製作線上美國地圖，並與公司合作銷售地圖。
美國地質調查局又监测全世界地震活动。美國國家地震資訊中心在科羅拉多礦業學院的中心不停監測全世界地震位置和強度，並進行一系列地區地震監測網絡系統（如美國全國地震監測系統），並通知機構、緊急服務提供者、媒體和公眾有關地震的消息，維護地震資料庫供科學和工程用，以及研究長期地震風險。
它的美國國家地磁系統監測磁場和公布實時磁力表資料，從1962年起參與地球、月球和行星的探測和地圖製作。
這部門亦營運美國國家野生動植物健康中心，服務美國的資源、提供科學支援和宣傳影響野生動物、植物和生態系統，提供資訊和科技上協助、研究、教育等事項，在國內運行17個生物研究中心，在國內和國際上野生動植物的事項居領導地位。
在2005年，美國地質調查局建立美國國家火山早期預警中心，加強美國國內169座火山的監測，以及研究新的監測方法。

## 發布
2006年12月，美國地質調查局公布修改後的發布規則，今後地質局的發布辦事處必須增強在較多報導價值、對政策有重大影響和推翻一直以來的大眾的認知的事情中的資料收集，以確保有關官員知道和把發布策略的發展做得更好。局領導人已開始改變，更簡單地維持部門工作有關的科學的健全性。但是科學家已經就這項政策的影響性提出疑問。

## 參看
- 地质学
- 中国地质调查局
- 美國聯邦政府

### 官方網站
以下鏈接均為英文網站
- 美國地質調查局官方網站 （页面存档备份，存于）
  - 水文 （页面存档备份，存于）、地質學 （页面存档备份，存于）、地理學、生物學
- 美國地質調查局科學計劃
- 科學專題目錄 （页面存档备份，存于）
- 後花園的科學
- 自然災害閘道 （页面存档备份，存于）
- 美國地質調查局歷史 （页面存档备份，存于）
- 地質局地磁研究計劃 （页面存档备份，存于）
- 地震監測計劃 （页面存档备份，存于）
- 火山資料 （页面存档备份，存于）

### 非官方網站
以下連結均為英文網站
- 自由地圖
- TerraServer-USA
- TopoZone （页面存档备份，存于）
- Maptech